# Roger Blin
Roger Paul Jules Blin (ur. 22 marca 1907 w Neuilly-sur-Seine, zm. 21 stycznia 1984 w Évecquemont) – francuski aktor i reżyser teatralny. 

## Życiorys

### Wczesne lata
Urodził się w Neuilly-sur-Seine w regionie Île-de-France, w departamencie Hauts-de-Seine jako syn lekarza. Ukończył studia podyplomowe. Zainteresował się teatrem, a także projektowaniem i dziennikarstwem. Współpracował jako krytyk filmowy z La Revue du cinéma. 

### Kariera
W 1927 wystąpił w czarno-białym monumentalnym, niemym filmie historycznym Napoleon (Napoléon) o Napoleonie Bonaparte. Związał się z teatralną trupą Groupe Octobre. Debiutował na scenie z Antoninem Artaudem. Współpracował też z Jeanem-Louisem Barraultem. W 1949 roku stanął na czele Théâtre de la Gaîté-Montparnasse w Paryżu. W 1953 roku wyreżyserował pierwszy utwór Samuela Becketta Czekając na Godota. Zagrał w ponad 70. filmach, w tym w melodramacie Andrzeja Żuławskiego Najważniejsze to kochać (L'important c'est d'aimer, 1975) jako ojciec Servais Monta. W 1976 roku otrzymał Grand Prix za zasługi dla rozwoju teatru.

## Wybrana filmografia
- 1927: Napoleon (Napoléon) jako Calmelet
- 1930: Vagabonds imaginaires jako recytator Żółtej miłości (Les Amours jaunes) Tristana Corbière
- 1934: Zu-Zu (Zouzou)
- 1936: Życie należy do nas (La vie est à nous) jako hutnik
- 1937: Wielka miłość Beethovena (Un Grand amour de Beethoven) jako De Ries
- 1938: Rasputin (La Tragédie impériale) jako młody wieśniak
- 1938: L'Affaire Lafarge jako robotnik
- 1938: Wejście dla artystów (Entrée des artistes) jako Dominique
- 1939: Luiza (Louise) jako malarz
- 1940: Bicie serca (Battement de coeur)
- 1941: Volpone jako Wenecjanin
- 1942: Ostatni atut (Dernier atout) jako aspirant
- 1942: Wieczorni goście (Les visiteurs du soir) jako pokazujący potwory
- 1943: Kapitan Fracasse (Le capitaine Fracasse) jako Fagotin
- 1943: Adieu Léonard jako szef bohemy
- 1943: Kruk (Le Corbeau) jako François
- 1945: Życie bohemy (La vie de bohème)
- 1950: Orfeusz (Orphée) jako poeta
- 1953: Nocny rycerz (Le Chevalier de la nuit) jako sługa
- 1956: Dzwonnik z Notre Dame (Notre Dame de Paris) jako Mathias Hungadi
- 1959: Gwiazdy w południe (Les Étoiles de midi)
- 1961: Paryski blues (Paris Blues) jako Maur Fausto
- 1964: Czy lubicie kobiety ? (Aimez-vous les femmes?) jako Larsen
- 1965: Marie Soleil jako Karl/szef
- 1966: Oto porządek (Voilà l'ordre)
- 1967: Niedziela z życia (Le dimanche de la vie) jako Jean Sans-Tête
- 1975: Lily kochaj mnie! (Lily, aime-moi) jako ojciec Lily
- 1975: Najważniejsze to kochać (L'important c'est d'aimer) jako ojciec Servais Monta
- 1979: Nastolatka (L'adolescente) jako Romain, kowal
- 1980: Król i ptak (Le Roi et l'oiseau) jako ślepiec (głos)
- 1983: L'Hôpital de Leningrad (TV) jako nestor